# Mulat

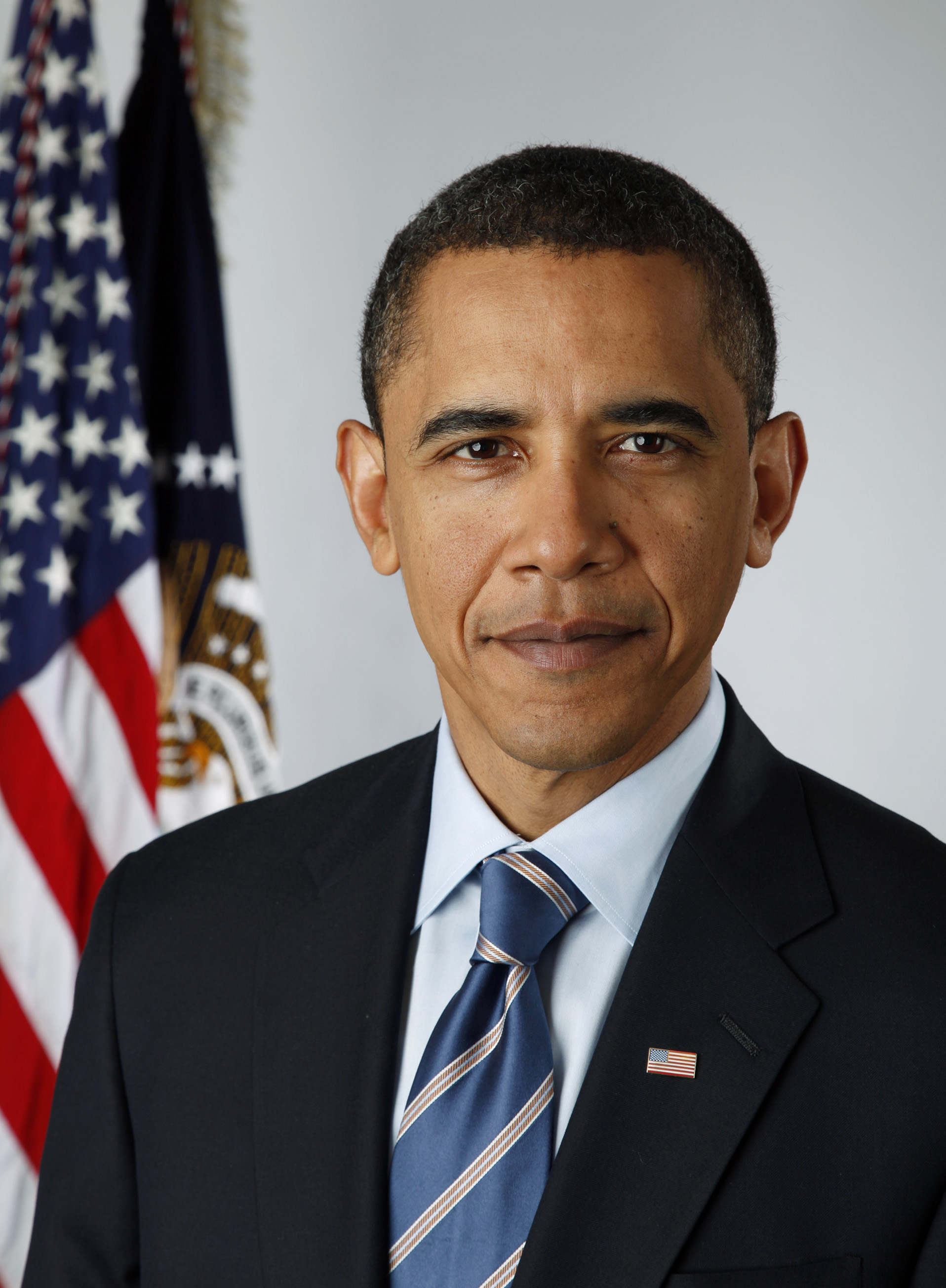
Barack Obama

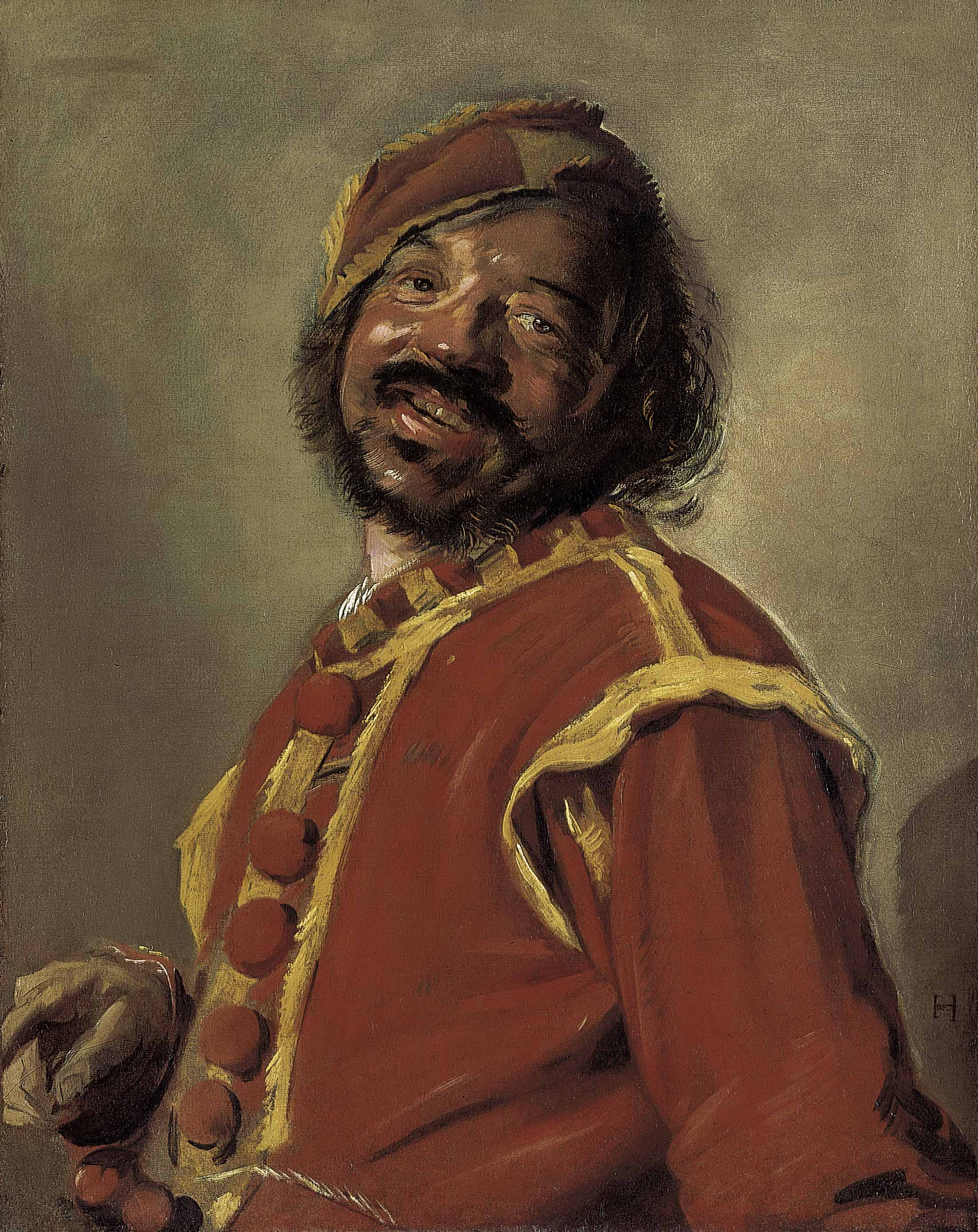
Frans Hals – Mulat

Mulat (také Mulato) je termín španělského nebo portugalského původu a popisuje potomka bělocha a černocha.
Velké množství hispánských Američanů je považováno za mulaty.
V průběhu koloniální éry se termín používal jak pro děti jednoho evropského a jednoho afrického rodiče, tak pro děti dvou mulatů.
Slovo Mulat vzniklo ze slova Mule (mula), křížence osla a koně.